# Ninh Bình (thành phố)
Ninh Bình là một thành phố cũ từng đóng vai trò là tỉnh lỵ của tỉnh Ninh Bình, Việt Nam.

## Địa lý
Trước khi giải thể vào năm 2025, thành phố Ninh Bình nằm ở phía đông bắc của tỉnh Ninh Bình, có vị trí địa lý:
- Phía đông giáp huyện Yên Khánh và huyện Ý Yên, tỉnh Nam Định
- Các phía còn lại giáp huyện Hoa Lư.

Thành phố Ninh Bình cách thủ đô Hà Nội 93 km về phía nam, tại đầu mối giao thông của 3 tuyến đường cao tốc Cầu Giẽ - Ninh Bình, Ninh Bình - Thanh Hóa - Vinh và Ninh Bình - Hải Phòng - Hạ Long. Thành phố này cũng nằm ở vị trí giao điểm của Quốc lộ 1 với 2 Quốc lộ 10 và Quốc lộ 38B đi qua các tỉnh vùng duyên hải Bắc Bộ. Khoảng cách từ trung tâm thành phố tới 7 huyện lỵ khác của tỉnh Ninh Bình đều dưới 30 km.

## Lịch sử

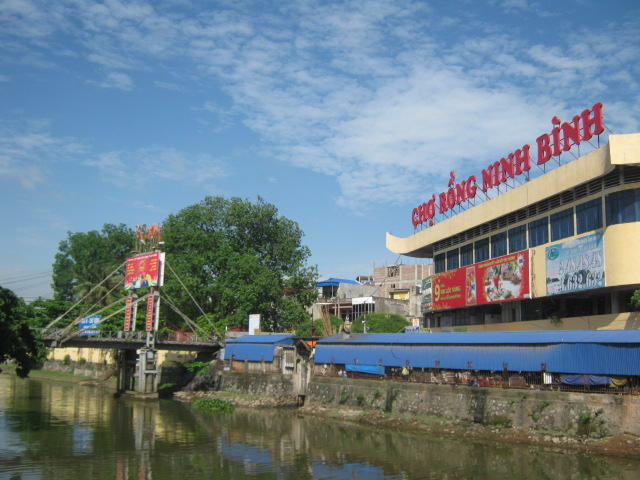
Chợ Rồng, sông Vân

Thành phố Ninh Bình cũng được gọi với mỹ danh là thành phố ngã ba. Thành phố ngã ba sông với các ngã ba tạo ra từ 3 sông Hoàng Long, sông Vân, sông Sắt đổ vào sông Đáy. Thành phố ngã ba giao thông với hệ thống 3 Quốc lộ 1, quốc lộ 10, quốc lộ 38B và 3 tuyến cao tốc có điểm nút tại đây. Thành phố ngã ba khu vực bởi Ninh Bình nằm giáp với 3 khu vực kinh tế: vùng duyên hải Bắc Bộ - vùng Hà Nội – duyên hải miền Trung và 3 khu vực địa lý – văn hóa: Tây Bắc – Châu thổ sông Hồng – Bắc Trung Bộ.
Thành phố Ninh Bình được hình thành ở cửa nước ngã ba sông, nơi hợp lưu của sông Vân vào sông Đáy. Từ xa xưa, khu vực quần thể di sản thế giới Tràng An ở phía tây thành phố đã là nơi cư trú của người tiền sử thuộc nền văn hóa Tràng An thời kỳ đồ đá.
Thế kỷ X, người Tràng An đã đưa vùng đất này thăng hoa trở thành kinh đô Hoa Lư của nước Việt.
Thế kỷ 15, đời Hồng Đức, nhà Hậu Lê, nơi đây lại trở thành thủ phủ của trấn Sơn Nam với việc trấn lỵ được đóng tại Vân Sàng, tức vùng đất gần chợ Rồng bây giờ. Xứ Sơn Nam rộng lớn khi ấy gồm 11 phủ, 42 huyện, thuộc các tỉnh Hà Nam, Nam Định, Thái Bình, Hưng Yên và Ninh Bình ngày nay.
Từ xa xưa, ngã ba sông Vân hợp vào sông Đáy đã hình thành những chợ Cá và bến Nứa. Cùng với ưu thế giao thông thuận lợi do vị trí án ngữ giao điểm của những trục đường chính, các chợ Cá này đã phát triển thành một trung tâm kinh tế, chính trị và văn hoá lớn ở phía nam vùng châu thổ sông Hồng.. Nét văn hoá thành phố chịu ảnh hưởng từ nền văn minh châu thổ sông Hồng. Vị trí địa lý của vùng đất giáp với 3 vùng miền cũng ảnh hưởng đến đặc trưng văn hóa của thành phố, đó là nền văn hóa hợp lưu, hội tụ từ các vùng.
Năm 1873, Pháp chiếm Ninh Bình, nơi đây được xây dựng trở thành một đô thị ở vùng cửa ngõ miền Bắc với nhiều công trình kiến trúc như thành Ninh Bình, cầu Lim, phố Nhà thờ, chợ Rồng. Sau này, người dân ủng hộ chiến dịch "vườn không nhà trống" nên đã phá bỏ nhiều công trình đô thị đó. Chính vì thế mà thành phố Ninh Bình hiện là thành phố trẻ, có cảnh quan mang dáng dấp một đô thị mới.
Năm 1945, Ninh Bình là một thị trấn với diện tích 2,5 km² dân số 5.000 người.

### Sau năm 1975
Ngày 27 tháng 12 năm 1975, Quốc hội ban hành Nghị quyết về việc sáp nhập 2 tỉnh: Ninh Bình và Nam Hà thành tỉnh Hà Nam Ninh, thị xã Ninh Bình thuộc tỉnh Hà Nam Ninh.
Ngày 27 tháng 4 năm 1977, Hội đồng Chính phủ ban hành Quyết định 125-CP.Theo đó, sáp nhập huyện Gia Khánh và thị xã Ninh Bình thành huyện Hoa Lư. Thị xã Ninh Bình được chuyển thành thị trấn huyện lỵ Ninh Bình - thị trấn huyện lỵ của huyện Hoa Lư.
Ngày 9 tháng 4 năm 1981, Hội đồng Chính phủ ban hành Quyết định 151-CP.Theo đó, thành lập thị xã Ninh Bình trên cơ sở tách thị trấn Ninh Bình của huyện Hoa Lư.
Sau khi thành lập, vào lúc này, thì thị xã Ninh Bình có 4 phường: Đinh Tiên Hoàng, Lương Văn Tụy, Quang Trung và Vân Giang.
Ngày 17 tháng 12 năm 1982, Hội đồng Bộ trưởng ban hành Quyết định 200-HĐBT. Theo đó, sáp nhập xã Ninh Thành của huyện Hoa Lư (trừ 20 ha đất của thôn Phúc Ám) vào thị xã Ninh Bình quản lý.
Sau khi mở rộng, thị xã Ninh Bình có 5 đơn vị hành chính cấp xã, bao gồm 4 phường: Đinh Tiên Hoàng, Quang Trung, Lương Văn Tuỵ, Văn Giang và xã Ninh Thành.
Ngày 26 tháng 12 năm 1991, Quốc hội ban hành Nghị quyết.Theo đó, tỉnh Hà Nam Ninh được tách ra thành 2 tỉnh: Nam Hà và Ninh Bình. Vào lúc này, thì thị xã Ninh Bình là tỉnh lỵ của tỉnh Ninh Bình. 
Ngày 2 tháng 11 năm 1996, Chính phủ ban hành Nghị định 69-CP. Theo đó:
- Sáp nhập 234,09 ha diện tích tự nhiên và 6.460 nhân khẩu của huyện Hoa Lư, bao gồm: 29,97 ha diện tích tự nhiên với 855 nhân khẩu của xã Ninh Khánh, 44,87 ha diện tích tự nhiên với 1.207 nhân khẩu của xã Ninh Tiến, 29,60 ha diện tích tự nhiên và 498 nhân khẩu của xã Ninh Phong, 102,35 ha diện tích tự nhiên với 2.290 nhân khẩu của xã Ninh Sơn và 27,30 ha diện tích tự nhiên với 1.610 nhân khẩu của xã Ninh Phúc vào thị xã Ninh Bình quản lý.
- Sau khi điều chỉnh địa giới hành chính, thị xã Ninh Bình có 1.047,16 ha diện tích tự nhiên với 58.241 nhân khẩu và được điều chỉnh địa giới hành chính thành 8 phường. Cụ thể như sau:
  - Thành lập phường Tân Thành trên cơ sở 123,05 ha diện tích tự nhiên với 3.058 nhân khẩu của xã Ninh Thành; 9 ha diện tích tự nhiên với 994 nhân khẩu của phường Lương Văn Tuỵ và 23,47 ha diện tích tự nhiên với 849 nhân khẩu của xã Ninh Khánh. Phường Tân Thành có 155,52 ha diện tích tự nhiên  và 4.901 nhân khẩu.
  - Thành lập phường Đông Thành trên cơ sở 141,78 ha diện tích tự nhiên với 5.050 nhân khẩu của xã Ninh Thành, 16,88 ha diện tích tự nhiên với 756 nhân khẩu của phường Vân Giang và 6,5 ha diện tích tự nhiên với 6 nhân khẩu của xã Ninh Khánh. Phường Đông Thành có 165,16 ha diện tích tự nhiên và 5.812 nhân khẩu.
  - Thành lập phường Nam Thành trên cơ sở 103,99 ha diện tích tự nhiên với 2.408 nhân khẩu của xã Ninh Thành; 4,4 ha diện tích tự nhiên với 377 nhân khẩu của phường Quang Trung; 44,8 ha diện tích tự nhiên với 1.207 nhân khẩu của xã Ninh Tiến và 5 ha diện tích tự nhiên với 1.623 nhân khẩu của phường Lương Văn Tuỵ. Phường Nam Thành có 158,26 ha diện tích tự nhiên và 5.615 nhân khẩu.
  - Thành lập phường Phúc Thành trên cơ sở sáp nhập 103,30 ha diện tích tự nhiên với 3.132 nhân khẩu của xã Ninh Thành và 20,28 ha diện tích tự nhiên với 5.676 nhân khẩu của phường Lương Văn Tuỵ. Phường Phúc Thành có 123,58 ha diện tích tự nhiên và 8.808 nhân khẩu .
  - Thành lập phường Nam Bình trên cơ sở sáp nhập 29,60 ha diện tích tự nhiên với 498 nhân khẩu của xã Ninh Phong và 48,50 ha diện tích tự nhiên với 3.754 nhân khẩu của phường Quang Trung. Phường Nam Bình có 78,10 ha diện tích tự nhiên và 4.252 nhân khẩu.
  - Thành lập phường Bích Đào trên cơ sở 55,37 ha diện tích tự nhiên với 6.599 nhân khẩu của phường Đinh Tiên Hoàng; 102,35 ha diện tích tự nhiên với 2.290 nhân khẩu của xã Ninh Sơn và 27,30 ha diện tích tự nhiên với 1.610 nhân khẩu của xã Ninh Phúc. Phường Bích Đào có 185,02 ha diện tích tự nhiên và 10.499 nhân khẩu.
  - Phường Đinh Tiên Hoàng (sau khi điều chỉnh địa giới và được đổi thành phường Thanh Bình) có 150,78 ha diện tích tự nhiên và 9.073 nhân khẩu.
  - Sau khi điều chỉnh địa giới, phường Vân Giang còn lại 30,74 ha diện tích tự nhiên và 9.281 nhân khẩu.

Sau khi điều chỉnh địa giới hành chính, thì thị xã Ninh Bình có 1.047,16 ha diện tích tự nhiên với 58.241 nhân khẩu.
Ngày 9 tháng 1 năm 2004, Chính phủ ban hành Nghị định 16/2004/NĐ-CP. Theo đó, điều chỉnh 3.516,80 ha diện tích tự nhiên với 39.934 nhân khẩu của huyện Hoa Lư(gồm toàn bộ diện tích tự nhiên và dân số của 6 xã: Ninh Khánh, Ninh Nhất, Ninh Tiến, Ninh Phong, Ninh Sơn, Ninh Phúc) về thị xã Ninh Bình quản lý.
Thị xã Ninh Bình có 4.674,80 ha diện tích tự nhiên và 102.539 nhân khẩu với 14 đơn vị hành chính cấp xã trực thuộc, bao gồm gồm 8 phường: Tân Thành, Phúc Thành, Đông Thành, Nam Thành, Thanh Bình, Nam Bình, Vân Giang, Bích Đào và 6 xã: Ninh Khánh, Ninh Nhất, Ninh Tiến, Ninh Phong, Ninh Sơn, Ninh Phúc.
Ngày 28 tháng 4 năm 2005, Chính phủ ban hành Nghị định 58/2005/NĐ-CP.Theo đó:
- Điều chỉnh 4,55 ha diện tích tự nhiên và 1.279 nhân khẩu của phường Thanh Bình về phường Nam Bình quản lý.
- Điều chỉnh 26 ha diện tích tự nhiên và 1.300 nhân khẩu của xã Ninh Sơn về phường Nam Bình quản lý.
- Điều chỉnh 102,80 ha diện tích tự nhiên và 1.197 nhân khẩu của xã Ninh Phong về phường Nam Bình quản lý.
- Điều chỉnh 3,37 ha diện tích tự nhiên và 508 nhân khẩu của phường Bích Đào về xã Ninh Sơn quản lý.
- Điều chỉnh 36,36 ha diện tích tự nhiên và 1.506 nhân khẩu của phường Nam Bình về xã Ninh Phong quản lý.
- Sau khi điều chỉnh địa giới hành chính:
  - Phường Thanh Bình có 156,54 ha diện tích tự nhiên và 9.562 nhân khẩu.
  - Phường Bích Đào có 224,20 ha diện tích tự nhiên và 7.698 nhân khẩu.
  - Phường Nam Bình có 185,76 ha diện tích tự nhiên và 9.290 nhân khẩu.
  - Xã Ninh Sơn có 470,01 ha diện tích tự nhiên và 8.054 nhân khẩu.
  - Xã Ninh Phong có 539,16 ha diện tích tự nhiên và 7.701 nhân khẩu.
- Thành lập phường Ninh Khánh trên cơ sở toàn bộ diện tích tự nhiên và dân số của xã Ninh Khánh, phường Ninh Khánh có 535,82 ha diện tích tự nhiên và 7.027 nhân khẩu.
- Thành lập phường Ninh Phong trên cơ sở toàn bộ diện tích tự nhiên và dân số của xã Ninh Phong, phường Ninh Phong có 539,16 ha diện tích tự nhiên và 7.701 nhân khẩu.

Ngày 2 tháng 12 năm 2005, thị xã Ninh Bình được Bộ Xây dựng công nhận là Đô thị loại III theo Quyết định số 2241/2005/QĐ-BXD.
Như vậy, tính đến cuối năm 2006, thị xã Ninh Bình có 14 đơn vị hành chính cấp xã, bao gồm 10 phường: Bích Đào, Đông Thành, Nam Bình, Nam Thành, Ninh Khánh, Ninh Phong, Phúc Thành, Tân Thành, Thanh Bình, Vân Giang và 4 xã: Ninh Nhất, Ninh Phúc, Ninh Sơn, Ninh Tiến.
Ngày 7 tháng 2 năm 2007, Chính phủ ban hành Nghị định 19/2007/NĐ-CP. Theo đó, thành lập thành phố Ninh Bình trên cơ sở toàn bộ diện tích tự nhiên với dân số và các đơn vị hành chính cấp xã trực thuộc của thị xã Ninh Bình.
Thành phố Ninh Bình có 4.836,49 ha diện tích tự nhiên và 130.517 nhân khẩu, có 14 đơn vị hành chính trực thuộc gồm các phường: Vân Giang, Thanh Bình, Phúc Thành, Đông Thành, Tân Thành, Nam Bình, Bích Đào, Nam Thành, Ninh Phong, Ninh Khánh và các xã: Ninh Nhất, Ninh Tiến, Ninh Sơn, Ninh Phúc.
Ngày 3 tháng 12 năm 2007, Chính phủ ban hành Nghị định 177/2007/NĐ-CP. Theo đó, thành lập phường Ninh Sơn trên cơ sở toàn bộ 466,43 ha diện tích tự nhiên và 8.615 nhân khẩu của xã Ninh Sơn.
Như vậy, tính đến thời điểm này, thì thành phố Ninh Bình có 4.836,49 ha diện tích tự nhiên và 130.517 nhân khẩu với 14 đơn vị hành chính cấp xã trực thuộc, bao gồm 11 phường: Ninh Khánh, Đông Thành, Tân Thành, Vân Giang, Phúc Thành, Nam Thành, Thanh Bình, Nam Bình, Bích Đào, Ninh Phong, Ninh Sơn và 3 xã: Ninh Nhất, Ninh Tiến, Ninh Phúc.
Ngày 20 tháng 5 năm 2014, thành phố Ninh Bình được Thủ tướng Chính phủ công nhận là là đô thị loại II theo Quyết định số 729/QĐ-TTg.
Vùng đất này gắn với nhiều huyền thoại. Sông Vân còn gọi là Vân Sàng, gắn với truyền thuyết về Lê Hoàn khi thắng Tống trở về, Dương Vân Nga đã đem một đoàn cung nữ ra đón và mở tiệc giao hoan với nhà vua ở trên dòng sông. Cái tên Vân Sàng (giường mây) đã ra đời từ đó. Ngày nay, tên tuổi của hai danh nhân được đặt cho hai đường phố ven sông này. Ở cửa ngõ phía đông thành phố Ninh Bình có núi Non Nước, về đời Trần, Trương Hán Siêu thường lên chơi núi này, mới đổi thành Dục Thúy Sơn. Đây là một thắng cảnh, xưa gần cửa biển, có sông Vân, sông Đáy uốn quanh, là cảnh đẹp nên thơ, rất hữu tình. Núi Thuý còn là đề tài của các thi nhân xưa và nay gắn với lịch sử hình thành vùng đất Ninh Bình, núi Thúy -sông Vân trở thành hình ảnh biểu tượng độc đáo đặc trưng của thành phố Ninh Bình.
Ngày 5 tháng 12 năm 2024, Thủ tướng Chính phủ ban hành Quyết định số 1516/QĐ-TTg công nhận khu vực dự kiến thành lập thành phố Hoa Lư đạt tiêu chí đô thị loại I trực thuộc tỉnh Ninh Bình.
Đến cuối năm 2023, thành phố Ninh Bình có 14 đơn vị hành chính cấp xã trực thuộc gồm 11 phường: Bích Đào, Đông Thành, Nam Bình, Nam Thành, Ninh Khánh, Ninh Phong, Ninh Sơn, Phúc Thành, Tân Thành, Thanh Bình, Vân Giang và 3 xã: Ninh Nhất, Ninh Phúc, Ninh Tiến.
Ngày 10 tháng 12 năm 2024, Ủy ban Thường vụ Quốc hội ban hành Nghị quyết số 1318/NQ-UBTVQH15 về việc sắp xếp đơn vị hành chính cấp huyện, cấp xã của tỉnh Ninh Bình giai đoạn 2023 – 2025 (nghị quyết có hiệu lực từ ngày 1 tháng 1 năm 2025). Theo đó, thành lập thành phố Hoa Lư trên cơ sở toàn bộ thành phố Ninh Bình và huyện Hoa Lư.

## Dân số
Thành phố Ninh Bình có 48,36 km²và 123.130 nhân khẩu, mật độ 3.312 người/km². Tỷ lệ tăng dân số trung bình là 3,6%/năm.
Thành phố Ninh Bình có diện tích 48,37 km², dân số năm 2019 là 128.480 người, mật độ dân số đạt 2.657 người/km².
Thành phố Ninh Bình có diện tích 46,75 km², dân số năm 2021 là 132.728 người, mật độ dân số đạt 2.839 người/km².
Thành phố Ninh Bình có diện tích 46,75 km², quy mô dân số tính đến ngày 31/12/2022 là 148.869 người, mật độ dân số đạt 3.184 người/km².
Thành phố Ninh Bình có diện tích 46,75 km², dân số tính đến ngày 31/12/2023 là 153.992 người, mật độ dân số đạt 3.293 người/km².
Thành phố Ninh Bình có diện tích 46,74 km², dân số tính đến ngày 31/12/2023 là 217.563 người, trong đó: dân số thường trú là 147.307 người và dân số tạm trú quy đổi là 70.256 người.

## Du lịch
4 câu thơ khi nhắc tới du lịch thành phố Ninh Bình:
| “ | Rượu ngon cơm cháy thịt dê Ninh Bình chào đón khách về tham quan Đẹp thay non nước Tràng An Hạ Long trên cạn, đại ngàn Cúc Phương. | ” |

Biểu tượng du lịch của thành phố Ninh Bình là hình ảnh "chợ Rồng, sông Vân, núi Thuý". Thành phố có định hướng phát triển trở thành một trung tâm du lịch lớn trong tam giác du lịch Hà Nội - Ninh Bình - Quảng Ninh của miền Bắc. Những năm gần đây nhiều khu vui chơi giải trí và nghỉ dưỡng được xây dựng để phát triển loại hình du lịch lưu trú, hội thảo và mua sắm.

### Di tích, danh thắng

Núi Kỳ Lân trên sông Tràng An

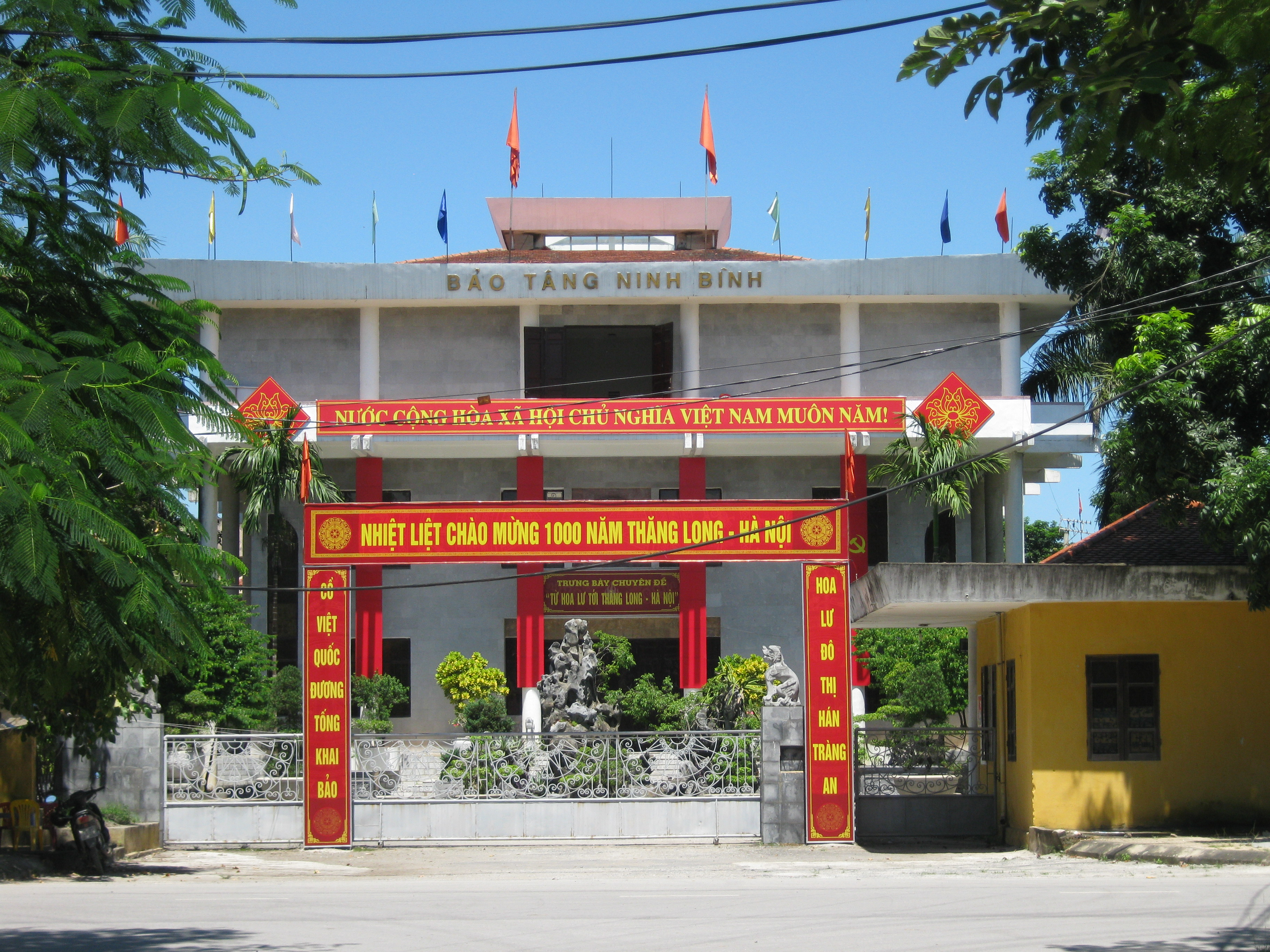
Bảo tàng tỉnh Ninh Bình

Thành phố Ninh Bình có nhiều danh thắng và di tích nổi tiếng như khu di tích núi Non Nước; danh thắng núi Kỳ Lân, công viên văn hóa Tràng An; hay khu du lịch hang động Tràng An được coi là điểm nhấn để phát triển du lịch Ninh Bình. 
- Núi Non Nước là một ngọn núi nằm ngay trên ngã ba sông Vân với sông Đáy, là một tiền đồn nằm ở cửa ngõ phía đông thành phố Ninh Bình. Lối lên đỉnh Non Nước qua 72 bậc gạch đá. Đỉnh núi tương đối bằng phẳng, có lầu đón gió để nghỉ. Trên núi có hàng trăm bài thơ của các tao nhân mặc khách. Bên núi có chùa Non Nước và có đền thờ danh sĩ Trương Hán Siêu đời Trần. Bảo tàng Ninh Bình nằm ở phía nam công viên Thúy Sơn[26], là nơi tham quan tìm hiểu biết lịch sử dựng nước và giữ nước của tỉnh Ninh Bình.
- Núi Kỳ Lân nằm ở vị trí trung tâm thành phố Ninh Bình thuộc địa phận phường Tân Thành, cạnh Quốc lộ 1 và đường tới các khu du lịch Hoa Lư - Tràng An. Núi tên là Kỳ Lân vì có hình tượng đầu con lân nhìn về phía Bắc. Núi cao trên 50 m và là một vọng gác có thể quan sát cảnh quan đô thị thành phố Ninh Bình
- Núi Ngọc Mỹ Nhân là ngọn núi đứng từ đằng xa có hình cô gái đẹp nằm giữa thanh thiên trời đất, xưa còn gọi là núi Cánh Diều vì gắn với truyền thuyết Cao Biền cưỡi diều đi dò phá long mạch nước Nam bị một đạo sĩ do thần Thiên Tôn hóa thân dùng tên bắn, diều gãy cánh rơi xuống hòn núi này.
- Hồ Máy Xay nằm ở gần chợ Rồng và công viên núi Thúy, đường Võ Thị Sáu ven bờ hồ là một trung tâm ẩm thực lớn của thành phố, tại đây có nhà máy bia Ninh Bình.
- Hồ Biển Bạch là một hồ nước nằm bên Quốc lộ 1, hiện đang được cải tạo thành khu vui chơi giải trí.
- Các di tích khác: 2 ngôi chùa được xếp hạng di tích quốc gia là chùa Đẩu Long thuộc phường Tân Thành, chùa A Nậu thuộc phường Ninh Khánh, là ngôi chùa cổ do vua Trần Thái Tông sáng lập khi ông về ẩn náu tại hành cung Vũ Lâm. Đây cũng là di tích văn hóa thu hút nhiều nhà khảo cổ học đến sưu tầm và nghiên cứu[27]

### Làng nghề
- Làng hoa Ninh Phúc nằm ở phía nam thành phố, là nơi cung cấp các loài hoa tươi cho thị trường khu vực Nam Bắc Bộ. Những loài hoa áp đảo về số lượng ở Ninh Phúc là các giống hoa ly, cúc, dơn, hồng. Nhiều loài hoa khác cũng có mặt ở làng hoa Ninh Phúc như: huệ, violet, lan, tulip, đồng tiền, cẩm tú,...
- Làng nghề trồng rau sạch Ninh Sơn với mô hình trồng rau an toàn từ diện tích 21 ha được nhân rộng ra toàn vùng đất màu. Ngoài các loại rau chủ yếu như rau muống, xà lách, cải thảo, cà tím rau thơm, một số loại rau củ cho hiệu quả kinh tế cao như su hào, tỏi... cũng được đưa vào trồng. Các hộ gia đình còn trồng hoa, cây cảnh, trồng đào, quất phục vụ thị trường.
- Làng mộc Phúc Lộc nằm ở phía đông nam thành phố Ninh Bình. Làng có 5 xóm: Xóm Trại, Xóm Ngoài, Xóm Giữa, xóm Trong và xóm Mơ. Làng nghề mộc Phúc Lộc hiện có tới 400 người làm nghề sản xuất đồ mộc và khoảng 200 người lao động phụ. Sản phẩm làng nghề Phúc Lộc đa dạng các loại đồ gỗ cao cấp, cầu kỳ, sang trọng như: tủ chè, sập gụ, sập lim, tạc tượng, chạm trổ hoa văn các loại…

### Ẩm thực
Thành phố Ninh Bình là nơi hội tụ, phát triển mạnh các đặc sản Ninh Bình, tiêu biểu là loại hình ẩm thực phố đi bộ, phố đêm với các đặc sản đặc trưng như cơm cháy Ninh Bình, các đặc sản từ thịt dê, rượu Kim Sơn, dứa Đồng Giao, bún mọc, miến lươn, gỏi nhệch,...
4 câu thơ khi nhắc tới du lịch thành phố Ninh Bình:
Rượu ngon cơm cháy thịt dê
Ninh Bình chào đón khách về tham quan
Đẹp thay non nước Tràng An
Hạ Long trên cạn, đại ngàn Cúc Phương

### Kết nối du lịch
Ngoài vị trí hội tụ giao thông, Thành phố Ninh Bình còn có lợi thế nằm ở vị trí gần các khu, tuyến, cụm điểm du lịch:
- Trong bán kính 15 km có các khu du lịch Tràng An, Tam Cốc - Bích Động, Cố đô Hoa Lư, chùa Bái Đính, Vân Long và một số điểm du lịch như đền thờ Đinh Bộ Lĩnh, đền thờ thánh Nguyễn, chùa Địch Lộng, phủ Dầy,...
- Trong bán kính 30 km có các khu du lịch nhà thờ Phát Diệm, đền Trần, suối nước nóng Kênh Gà, động Vân Trình, hồ Đồng Thái, phòng tuyến Tam Điệp... và các điểm du lịch động Mã Tiên, hồ Đồng Chương, sông Hoàng Long...
- Trong bán kính 50 km có các khu du lịch ven biển Kim Sơn, cồn Nổi,vườn quốc gia Cúc Phương, khu dự trữ sinh quyển thế giới biển Kim Sơn, thành nhà Hồ, chùa Hương...